# 劉辰旦
劉辰旦（1937年9月27日—），自號「六大山人」，是一位出身臺南的白色恐怖受難者。

## 生平
1937年，劉辰旦出生於日治臺灣臺南州。後來，他曾讀於國立臺灣大學夜間部法律系，並在校內參與於橄欖球運動。後來沒興趣於是休學提早服兵役，他接受高空跳傘訓練成為傘兵，又在中華民國國軍火箭炮射擊比賽獲得冠軍。退伍後，他進入環球水泥廠服務，更熱衷於攝影藝術，參加單鏡頭攝影俱樂部。
1971年，「臺南美國新聞處爆炸案」與「臺北花旗銀行爆炸案」發生後，臺灣警備總司令部羅織罪名將他逮捕，並以「共同受叛徒之指使，擾亂治安」罪名判處有期徒刑15年；後來，經上訴及國際人權團體營救（當時吉米·卡特正在以「人權外交」口號競選美國總統），他被改以服刑5年8個月，並一直被監禁在景美看守所（代監執行）。剛入獄時，他因思念妻子而憑著記憶以原子筆繪畫其肖像，以藉抒發情緒。後來，他在押房利用每天下午的三個小時，以廁所門板為桌面寫字和繪畫，從此養成對於書畫的興趣，並利用如廁時取得的毛邊紙進行水墨畫研究。1976年11月，他獲釋出獄。此外，在臺北六張犁看守所遭囚禁時，他曾遭以倒掛、灌水及灌汽油等刑求，並因而導致日後產生心臟病、腎臟病等後遺症，一度自殺未遂；此後，他在初到景美看守所時經常發生過敏反應，並經醫師陳中統診療建議換至通風良好、陽光充足的牢房。
1992年，他出版《醉墨山房印輯》。2012年，他出版個人獄中畫作集《黑牢中的神遊世界》。
1995年購買知名贓物—張大千送黃君壁的《春山雲瀑》，2019年因出現在蘇富比香港拍賣中心秋季拍賣型錄，被黃的女兒看到進而提告追查出來（1990年遭竊→1995年劉購買贓物→2019年轉賣中國收藏家→2019年10月出現在蘇富比拍賣），檢察官認定其知悉其為贓物，惟因故買贓物罪追訴期已過而不起訴，改以《洗錢防制法》的洗錢罪起訴。

## 語錄
- 「但是如果歷史沒有保留下來，後面的孩子會不清楚臺灣究竟發生了甚麼。」[10]

## 軼事
- 劉辰旦曾在獄中為李敖繪製〈李敖放風圖〉，紀錄李敖戴上其所贈送的毛線帽(由其妻子所編織)的神態。[3]
- 他因牢房編號為六號，加上其前後、上下、左右有如六片天地，於是自取名號為「六大山人」。[3][7]
- 他曾獲張大千讚賞其作品並予以鼓勵。[4]